# 沈曾植

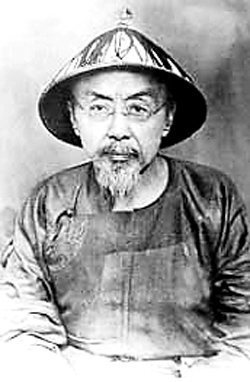
沈曾植

沈曾植（1850年—1922年11月20日），字子培，號巽齋，別號乙盦，晚號寐叟，浙江嘉興府嘉興縣人，清末民初蒙元史地學者、書法家、史學家、同光體詩人，「於學無所不窺」，樸學宗師。

## 名號
據《沈曾植年譜長編》考證，沈曾植名號甚多，字子培，號乙盦（乙厂、乙葊、乙酓、乙龕），又號巽齋，晚號寐叟。
別署乙叟、乙叜、乙翁（薏翁）、乙僧、壹庵（檍盦、檍菴、薏盦、薏龕）、蘧傳（釋蘧傳）、蘧翁、南于（南于老人、南于耕夫）、持卿、病僧、癯禪（姚埭癯禪）、癯翁、其翼、楚翹、建持、恒服、睡庵（睡庵老人、城西睡庵老人）、睡翁、遜齋（遜齋居士、遜齋老人）、遜翁、耄遜、袌遺、抱遺、浮游翁、梵持、智積、釋持、皖伯、寐翁、孺卿、儒卿、孺庵（孺庵老人）、灊庸、灊皤、餘黎、餘翁、支離叟、苻婁廷、嶽祠官、李鄉農、月愛老人、姚埭老民、東湖盦主、東湖病叟、青要山農、踵息軒主、宛委使者、守平居士、執鄙吝者、茗鄉病叟、大蠡室主、馬鳴侍者、曼陀羅寐、稷白山人、亶爰山人、媻者藪長、上霄長使、東軒居士、谷隱居士、五伽耶老人、餘齋老人、小長蘆社人、東軒支離叟、鞞瑟胝羅居士、菩提坊里病維摩。
室名兌廬、功德華精廬、研圖注篆之廬、校圖注篆之廬、集方讚唄之廬、隨庵、全拙庵、東湖庵、三攝庵、禮岳樓、感音樓、海日樓、海影東樓、右神館、語溪北館、雙木蘭館、耀貞珉館、蘇曼那館、秋竹疏花館、曼陀羅華館、延恩堂、寂照堂、午影堂、般室、蟠室、潛究室、夕擥室、大蠡室、摩那室、窔明室、秀暎室、曼陀羅室、霞秀景飛之室、平等光明月室、餘庵、坦照齋、可常法齋、護德瓶齋、雙現前齋、菌閣、雙梧閣、虹景閣、靈詹閣、天柱閣、駕浮閣、鼂采閣、雙花王閣、秋竹疏花閣、曼陀羅華閣、東軒、藟軒、瘣木軒、紫藟軒、踵息軒、梧榭、散那榭、櫻春榭、需窔、持明窔、癸庭、苻婁庭、株園、華亭、目妙廎、嬰甯簃、紫櫐書屋、紫藟書屋、窔嚴書屋、潭月山房、月午山房、井谷山房、室利摩奴理迦住處、曼陀羅寱。

## 生平
光緒六年（1880年）庚辰科進士，同年五月著分部學習。歷任刑部主事、員外郎、郎中、江西廣信府知府、南昌府知府、總理各國事務衙門章京、安徽提學使、安徽布政使。光緒二十一年（1895年）與康有為、梁啟超等主張維新變法，成立強學會。
光緒二十三年（1897年）十月，丁母憂去職，應張之洞之聘，於武昌兩湖書院主講史學。光緒二十六年（1900年），庚子事變爆發，與李鴻章、張之洞、劉坤一謀東南互保。光緒二十八年（1902年），應盛宣懷聘任上海南洋公學（今上海交通大學）監督。宣統二年（1910年），因病乞休。
辛亥革命後，以遺老自居，歸隱上海，號其樓為海日樓。民國六年（1917年），響應張勳，赴北京謀溥儀復辟，授學部尚書 。民國十一年（1922年）卒，享年七十二歲，諡誠敏。

## 家族
曾祖沈學堦；祖父沈維鐈；父沈宗涵；叔父沈宗濟。兄沈曾棨，弟沈曾桐、沈曾樾。
夫人李逸靜（1849-1926），新陽縣人，戶部陝西司主事李培厚孫女，雲南按察使李德莪（1814-1886，字念劬，號蓼生）女，浙江提法使李傳元妹。
沈曾植無子，以沈曾樾子沈熲為嗣，改名沈慈護。嗣孫沈培孫、沈乙孫。

## 著作
沈曾植學究天人，通儒學，工書法，專治遼金元三史，且精音韻、刑律、佛學、地理等學問，主張向西歐取經。著作有《元秘史箋註》、《蒙古源流箋證》、《辛丑劄叢》《研圖注篆之居隨筆》、《全拙庵溫故錄》、《寐叟題跋》、《護德瓶齋涉筆錄》、《漢律輯補》、《海日樓文集》、《海日樓劄叢》、《海日樓題跋》、《菌閣瑣談》等，詩篇有《海日樓詩集》、《病僧行》、《秋齋雜詩八首》、《鬻醫篇》等存世。

## 評價
王國維曾讚賞沈曾植：“其憂世之深，有過於龔、魏，而擇術之慎，不後于戴、錢。”

## 軼聞
根据张勋复辟失败后未几便出版的《复辟之黑幕》，沈曾植“素以不修边幅闻于世”，而且要命的是他长年不沐浴，身上长虱子，他不光不以为意，甚至当着他人面把钻出来的虱子捏死吃掉，吓得别人赶紧离开。张勋复辟期间他被封为学部尚书，溥仪某日开御前会议，时值盛夏，沈曾植大汗淋漓，加上多年不洗澡，体臭臭不可闻，他人背地里直呼他“臭尚书”。

## 延伸阅读
[在维基数据编辑]
 在维基文库阅读此作者作品（ 在维基共享资源阅览影像）
 《清史稿·卷480》
 《清史稿/卷472》，出自趙爾巽《清史稿》